# ダミアン・デアレンデ
ダミアン・デアレンデ（Damian de Allende、1991年11月25日 - ）は、ジャパンラグビーリーグワン埼玉パナソニックワイルドナイツに所属するラグビーユニオン選手。

## プロフィール
- 南アフリカ・ケープタウン出身。
- ポジションはセンター(CTB)、スタンドオフ(SO)。
- 身長 190 cm、体重 105 kg
- 南アフリカ代表キャップは69（2022年11月現在）でラグビーワールドカップ2015・ラグビーワールドカップ2019の南アフリカ代表に選ばれた[1]。
- バーバリアンズに選ばれたことがある[2]。

## 略歴
ウェスタン・プロヴィンス、ストーマーズを経て、2015年、近鉄ライナーズ(現・花園近鉄ライナーズ)に加入。同年11月14日に行われたジャパンラグビートップリーグ第1節のHonda HEAT戦に先発出場で日本での公式戦初出場を果たす。
2016年、近鉄ライナーズを退団 後、2019年、パナソニック ワイルドナイツ(現・埼玉パナソニックワイルドナイツ)に加入。
2020年、パナソニック ワイルドナイツを退団後、マンスターに加入。
2022年、埼玉パナソニックワイルドナイツに復帰。

## 受賞歴
- ワールドラグビー男子15人制ドリームチーム:2022年[10]

### ジャパンラグビーリーグワン
- 2023-24リーグワンベスト15(CTB)
- 2024-25リーグワンベスト15(CTB)